# Ованна

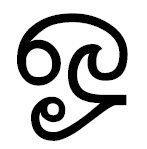

Ованна ( ஓவன்னா ) или охарам ( ஓகாரம் ) — одиннадцатая буква тамильского алфавита, обозначает долгий гласный «О» (огубленный гласный заднего ряда средне-верхнего подъёма), используется в начале слова, внутри слова передаётся с помощью двух, окружающих согласную букву, диакритических знаков ираттаи комбу и араву: க் + ஓ = கோ (икканна + ованна = кованна).

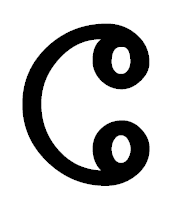
Ираттаи комбу
Араву